# Gare routière centrale de Jérusalem

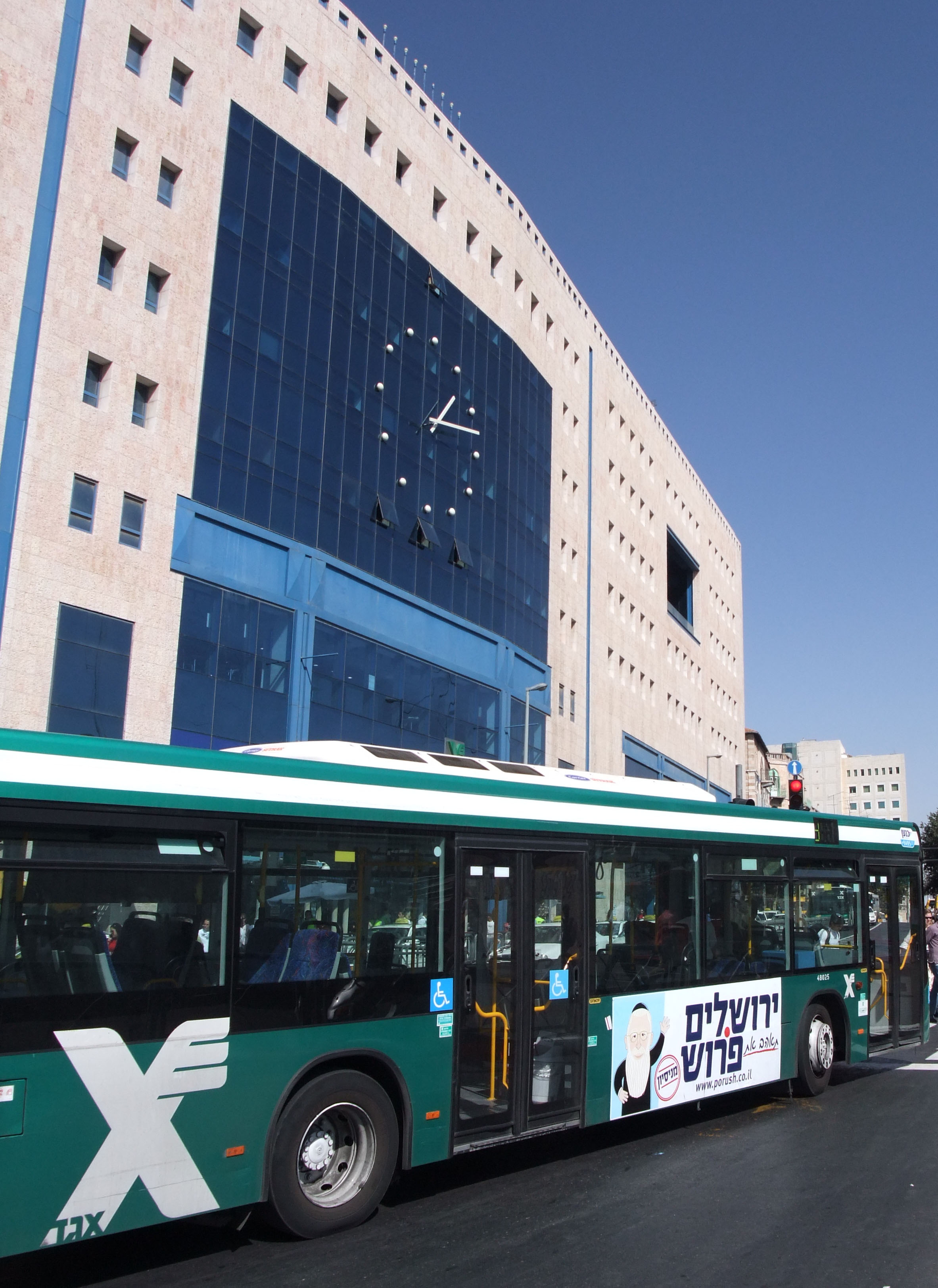

La gare routière centrale de Jérusalem est le dépôt de bus principal à Jérusalem, en Israël et l'une des stations de bus les plus fréquentées du pays. Situé sur rue Jaffa, près de l'entrée de la ville, il dessert les itinéraires des compagnies d'autobus interurbains Egged, Dan (en) et Superbus (en). 